# Твань-Кар'єри
Твань-Кар'єри — гідрологічний заказник місцевого значення. Розташований у межах Зіньківської міської громади Полтавського району Полтавської області, біля села Пилипенки.
Площа природоохоронної території — 41 га. Статус надано Рішенням Полтавської обласної ради від 27.10.1994 року, перебуває у користуванні Зіньківської міської ради.
Охороняється ділянка лучної рослинності з двома заболоченими водоймами у заплаві р. Грунь з типовим рослинним покривом та тваринним світом. Місце гніздування водно-болотних птахів. Місце мешкання та розмноження навколоводної фауни. У заказнику виявлено 3 види рідкісних рослин та 20 рідкісних видів тварин. 